# Memoriał Bronisława Idzikowskiego i Marka Czernego
Memoriał im. Bronisława Idzikowskiego i Marka Czernego – turniej żużlowy poświęcony pamięci tragicznie zmarłych Bronisława Idzikowskiego i Marka Czernego. Zawody organizowane są przez Włókniarza Częstochowa na stadionie Arena Częstochowa. Od 1967 roku nosił memoriał Idzikowskiego, a następnie od roku 1973 drugim patronem jest inny zmarły tragicznie Marek Czerny. Niektóre edycje rozegrano w formule biegu memoriałowego zamiast turnieju.

## Wyniki
| Lp.                                | Data       | 1. miejsce                                            | 2. miejsce                                       | 3. miejsce                                    |
| ---------------------------------- | ---------- | ----------------------------------------------------- | ------------------------------------------------ | --------------------------------------------- |
| 1. wyniki                          | 22.09.1967 | Zygmunt Pytko Unia Tarnów                             | Stanisław Rurarz Włókniarz Częstochowa           | Antoni Woryna ROW Rybnik                      |
| 2. wyniki                          | 12.10.1968 | Edward Jancarz Stal Gorzów Wielkopolski               | Andrzej Wyglenda ROW Rybnik                      | Bernard Kacperak Włókniarz Częstochowa        |
| W 1969 roku nie rozgrywano.        |            |                                                       |                                                  |                                               |
| 3. wyniki                          | 18.10.1970 | Stanisław Kasa Polonia Bydgoszcz                      | Jerzy Trzeszkowski Sparta Wrocław                | Henryk Glücklich Polonia Bydgoszcz            |
| 4. wyniki                          | 02.10.1971 | Władimir Gordiejew Związek Radziecki                  | Henryk Glücklich Polonia Bydgoszcz               | Wiktor Jastrzębski Włókniarz Częstochowa      |
| 5. wyniki                          | 29.10.1972 | Andrzej Tkocz ROW Rybnik                              | Paweł Waloszek Śląsk Świętochłowice              | Jerzy Bożyk Włókniarz Częstochowa             |
| 6. wyniki                          | 28.10.1973 | Jan Mucha Śląsk Świętochłowice                        | Henryk Barylski Włókniarz Częstochowa            | Jerzy Bożyk Włókniarz Częstochowa             |
| 7. wyniki                          | 24.08.1974 | Henryk Glücklich Polonia Bydgoszcz                    | Andrzej Koselski Polonia Bydgoszcz               | Stanisław Kasa Polonia Bydgoszcz              |
| 8. wyniki                          | 05.10.1975 | Marek Cieślak Włókniarz Częstochowa                   | Andrzej Tkocz ROW Rybnik                         | Czesław Goszczyński Włókniarz Częstochowa     |
| 9. wyniki                          | 24.10.1976 | Marek Cieślak Włókniarz Częstochowa                   | Zenon Urbaniec Włókniarz Częstochowa             | Andrzej Jurczyński Włókniarz Częstochowa      |
| 10. wyniki                         | 30.10.1977 | Bogusław Nowak Stal Gorzów Wielkopolski               | Marek Cieślak Włókniarz Częstochowa              | Andrzej Jurczyński Włókniarz Częstochowa      |
| 11. wyniki                         | 30.09.1978 | Marek Cieślak Włókniarz Częstochowa                   | Józef Kafel Włókniarz Częstochowa                | Andrzej Huszcza Falubaz Zielona Góra          |
| 12. wyniki                         | 16.09.1979 | Bogusław Nowak Stal Gorzów Wielkopolski               | Bolesław Proch Stal Gorzów Wielkopolski          | Józef Kafel Włókniarz Częstochowa             |
| 13. wyniki                         | 25.09.1980 | Stanisław Nocek Włókniarz Częstochowa                 | Wojciech Żabiałowicz Apator Toruń                | Józef Jarmuła Włókniarz Częstochowa           |
| 14. wyniki                         | 01.05.1981 | Andrzej Huszcza Falubaz Zielona Góra                  | Piotr Pyszny ROW Rybnik                          | Roman Jankowski Unia Leszno                   |
| 15. wyniki                         | 10.07.1982 | Ryszard Buśkiewicz Unia Leszno                        | Piotr Pyszny ROW Rybnik                          | Andrzej Huszcza Falubaz Zielona Góra          |
| 16. wyniki                         | 03.09.1983 | Jan Krzystyniak Falubaz Zielona Góra                  | Andrzej Huszcza Falubaz Zielona Góra             | Jerzy Rembas Stal Gorzów Wielkopolski         |
| 17. wyniki                         | 28.09.1984 | Piotr Pyszny ROW Rybnik                               | Paweł Waloszek Śląsk Świętochłowice              | Bogusław Nowak Stal Gorzów Wielkopolski       |
| 18. wyniki                         | 22.07.1985 | Marek Cieślak Włókniarz Częstochowa                   | Wiesław Pawlak Falubaz Zielona Góra              | Jacek Brucheiser Ostrovia Ostrów Wielkopolski |
| 19. wyniki                         | 07.09.1986 | Wojciech Żabiałowicz Apator Toruń                     | Jerzy Kochman Śląsk Świętochłowice               | Józef Kafel Włókniarz Częstochowa             |
| 20. wyniki                         | 13.09.1987 | Roman Jankowski Unia Leszno                           | Ryszard Dołomisiewicz Polonia Bydgoszcz          | Grzegorz Kuźniar Stal Rzeszów                 |
| 21. wyniki                         | 04.09.1988 | Ryszard Dołomisiewicz Polonia Bydgoszcz               | Sławomir Drabik Włókniarz Częstochowa            | Jacek Brucheiser Ostrovia Ostrów Wielkopolski |
| 22. wyniki                         | 03.09.1989 | Sławomir Drabik Włókniarz Częstochowa                 | Jan Krzystyniak Stal Rzeszów                     | Janusz Stachyra Stal Rzeszów                  |
| 23. wyniki                         | 12.08.1990 | Sławomir Drabik Włókniarz Częstochowa                 | Eugeniusz Skupień ROW Rybnik                     | Lubomír Jedek Unia Tarnów                     |
| 24. wyniki                         | 19.10.1991 | Marek Kępa Motor Lublin                               | Tomasz Gollob Polonia Bydgoszcz                  | Wojciech Załuski Kolejarz Opole               |
| 25. wyniki                         | 1992       | Antonín Kasper Czechy                                 | Petr Vandírek Czechy                             | Philippe Bergé Francja                        |
| 26. wyniki                         | 17.10.1993 | Jarosław Olszewski Wybrzeże Gdańsk                    | Roman Jankowski Unia Leszno                      | Jacek Gomólski Start Gniezno                  |
| 27. wyniki                         | 1994       | Robert Jucha Motor Lublin                             | Janusz Stachyra Włókniarz Częstochowa            | Marek Kępa Motor Lublin                       |
| 28. wyniki                         | 09.09.1995 | Jan Stæchmann Włókniarz Częstochowa                   | Piotr Świst Stal Gorzów Wielkopolski             | Rafał Osumek Włókniarz Częstochowa            |
| 29. wyniki                         | 12.05.1996 | Sławomir Drabik Włókniarz Częstochowa                 | Janusz Stachyra Włókniarz Częstochowa            | Gary Havelock Stal Gorzów Wielkopolski        |
| 30. wyniki                         | 08.06.1997 | Andy Smith Unia Tarnów                                | Janusz Stachyra Włókniarz Częstochowa            | Rafał Dobrucki Polonia Piła                   |
| 31. wyniki                         | 17.05.1998 | Roman Jankowski Unia Leszno                           | Sławomir Drabik Włókniarz Częstochowa            | Sam Ermolenko Wybrzeże Gdańsk                 |
| 32. wyniki                         | 06.06.1999 | Piotr Świst Stal Gorzów Wielkopolski                  | Wiesław Jaguś Apator Toruń                       | Sławomir Drabik Włókniarz Częstochowa         |
| 33. wyniki                         | 26.08.2000 | Wiesław Jaguś Apator Toruń                            | Sebastian Ułamek Wybrzeże Gdańsk                 | Jacek Gollob Polonia Piła                     |
| 34. wyniki                         | 06.05.2001 | Jacek Krzyżaniak WTS Wrocław                          | Sebastian Ułamek WTS Wrocław                     | Grzegorz Walasek Włókniarz Częstochowa        |
| 35. wyniki                         | 16.06.2002 | Rune Holta Włókniarz Częstochowa                      | Rafał Okoniewski Unia Leszno                     | Janusz Kołodziej Unia Tarnów                  |
| 36. wyniki                         | 12.10.2003 | Rune Holta Włókniarz Częstochowa                      | Ryan Sullivan Włókniarz Częstochowa              | Mariusz Węgrzyk RKM Rybnik                    |
| 37. wyniki                         | 10.10.2004 | Grzegorz Walasek Włókniarz Częstochowa                | Rafał Osumek Włókniarz Częstochowa               | Rune Holta Włókniarz Częstochowa              |
| 38. wyniki                         | 12.06.2005 | Grzegorz Walasek Włókniarz Częstochowa                | Sebastian Ułamek Włókniarz Częstochowa           | Rune Holta Włókniarz Częstochowa              |
| 39. wyniki                         | 03.09.2006 | Andreas Jonsson Polonia Bydgoszcz                     | Piotr Świderski WTS Wrocław                      | Sebastian Ułamek Włókniarz Częstochowa        |
| W 2007 roku nie rozgrywano.        |            |                                                       |                                                  |                                               |
| 40. wyniki                         | 27.04.2008 | Ryan Sullivan KS Toruń                                | Nicki Pedersen Włókniarz Częstochowa             | Leigh Adams Unia Leszno                       |
| W latach 2009–2010 nie rozgrywano. |            |                                                       |                                                  |                                               |
| 41. wyniki                         | 14.09.2011 | Patryk Dudek Stelmet Falubaz Zielona Góra             | Tobiasz Musielak Unia Leszno                     | Grzegorz Zengota Stelmet Falubaz Zielona Góra |
| 42. wyniki                         | 30.09.2012 | Nicki Pedersen Wybrzeże Gdańsk                        | Emil Sayfutdinov Polonia Bydgoszcz               | Dawid Stachyra KMŻ Lublin                     |
| 43. wyniki                         | 06.10.2013 | Grigorij Łaguta Włókniarz Częstochowa                 | Rune Holta Włókniarz Częstochowa                 | Peter Kildemand Orzeł Łódź                    |
| 44. wyniki                         | 15.10.2014 | Bartosz Smektała Unia Leszno                          | Dawid Lampart KMŻ Lublin                         | Jakub Jamróg Orzeł Łódź                       |
| 45. wyniki                         | 25.04.2015 | Mateusz Szczepaniak MDM Komputery Dreier ŻKS Ostrovia | Rune Holta MDM Komputery Dreier ŻKS Ostrovia     | Artur Czaja PGE Stal Rzeszów                  |
| 46. wyniki                         | 12.06.2016 | Sebastian Ułamek Eko-Dir Włókniarz Częstochow         | Daniel Jeleniewski Eko-Dir Włókniarz Częstochowa | Tobiasz Musielak Fogo Unia Leszno             |
| W latach 2017–2018 nie rozgrywano. |            |                                                       |                                                  |                                               |
| 47. wyniki                         | 23.03.2019 | Leon Madsen Włókniarz Częstochowa                     | Fredrik Lindgren Włókniarz Częstochowa           | Grigorij Łaguta · Rosja                       |
| W 2020 roku nie rozgrywano.        |            |                                                       |                                                  |                                               |
| 48. wyniki                         | 10.10.2021 | Mikkel Michelsen Motor Lublin                         | Mateusz Świdnicki Włókniarz Częstochowa          | Jakub Miśkowiak Włókniarz Częstochowa         |
| W 2022 roku nie rozgrywano.        |            |                                                       |                                                  |                                               |
| 49. wyniki                         | 25.03.2023 | Mikkel Michelsen Włókniarz Częstochowa                | Maksym Drabik Włókniarz Częstochowa              | Leon Madsen Włókniarz Częstochowa             |
| 50. wyniki                         | 23.03.2024 | Jason Doyle GKM Grudziądz                             | Bartosz Zmarzlik Motor Lublin                    | Leon Madsen Włókniarz Częstochowa             |
| 51. wyniki                         | 29.03.2025 | Dominik Kubera Motor Lublin                           | Fredrik Lindgren Motor Lublin                    | Jason Doyle Włókniarz Częstochowa             |